# Martwa natura z indykiem i sardynkami

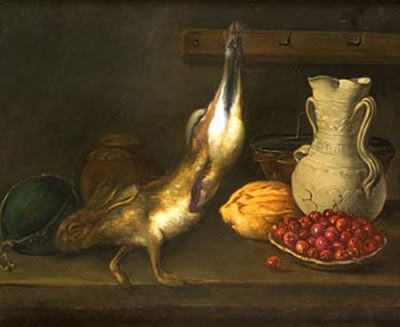
Martwa natura z zającem Bartolomé Montalvo

Martwa natura z indykiem i sardynkami (hiszp. Pavo muerto pelado y sartén de sardinas) – obraz olejny hiszpańskiego malarza Francisca Goi (1746–1828). Od 1909 roku znajduje się w zbiorach Starej Pinakoteki w Monachium.

## Okoliczności powstania
Martwa natura nie była częstym tematem w twórczości Goi, być może dlatego, że w jego epoce była uznawana za mniej wartościową niż malarstwo religijne, historyczne czy portrety. Wiadomo, że Goya namalował serię martwych natur w czasie hiszpańskiej wojny niepodległościowej (1807–1814) oraz na wygnaniu w Bordeaux. Obraz Martwa natura z indykiem i sardynkami został wymieniony w inwentarzu dzieł sporządzonym po śmierci żony malarza, w 1812 roku, razem z serią jedenastu innych martwych natur, obecnie rozproszonych w różnych kolekcjach. Nie udało się ustalić dokładnej daty ich powstania, jednak historycy sztuki sytuują je w przedziale 1808–1812 ze względu na analogiczne do powstałych w tym czasie rycin Okropności wojny ujęcie przemocy. Martwa natura z indykiem i sardynkami powstała prawdopodobnie w pierwszych latach wojny i do niej nawiązuje. Poprzez przedstawionego martwego ptaka Goya przywołuje temat śmierci, który często pojawia się w późniejszych pracach autora, stając się niemal jego obsesją.

## Opis obrazu
Centrum kompozycji zajmuje obrany z piór i poprzecznie ułożony indyk, którego głowa spoczywa obok patelni pełnej sardynek. Przedstawione elementy wypełniają większość przestrzeni obrazu. Tło jest ciemne i jednolite, paleta barw jest ograniczona do czerni, brązu i różu. Diagonalne ułożenie indyka przypomina prace hiszpańskiego malarza martwych natur Bartolomé Montalvo, m.in. Martwą naturę z zającem.
W tradycyjnym ujęciu martwa natura z ptactwem przedstawiała suto zastawiony stół, wyobrażenie przyszłej uczty. Malarz nie skupia się na kulinarnym przeznaczeniu przedstawionych elementów, lecz kładzie nacisk na śmierć ptaka, co jest interpretowane jako nawiązanie do tragicznych wydarzeń wojennych i ich ofiar.

## Proweniencja
Seria martwych natur została odziedziczona przez syna Goi, Javiera, a następnie przeszła na jego wnuka Mariano. Mariano Goya przekazał te obrazy Franciscowi Antoniowi Narváez y Bordese, hrabiemu Yumuri, jako pokrycie długów. Po śmierci hrabiego w 1865 martwe natury zostały sprzedane (w kolekcji pozostawało wtedy dziewięć lub dziesięć z dwunastu obrazów) i trafiły do różnych zbiorów na całym świecie, a niektóre zaginęły.